# Castillo de Copenhague

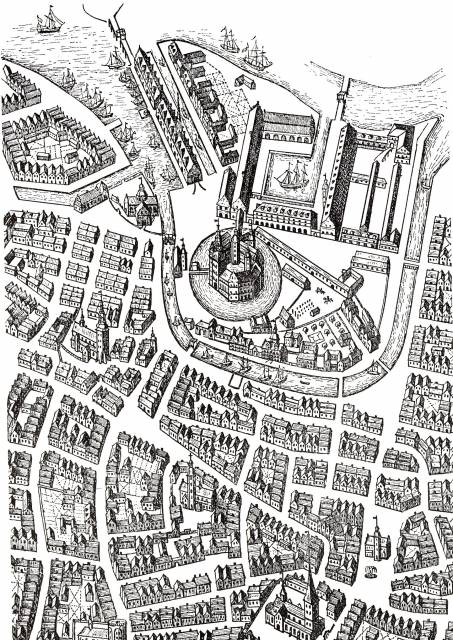
Slotsholmen en 1674, con el castillo de Copenhague al centro y la Bolsa y el Arsenal de Cristián IV en la parte superior.

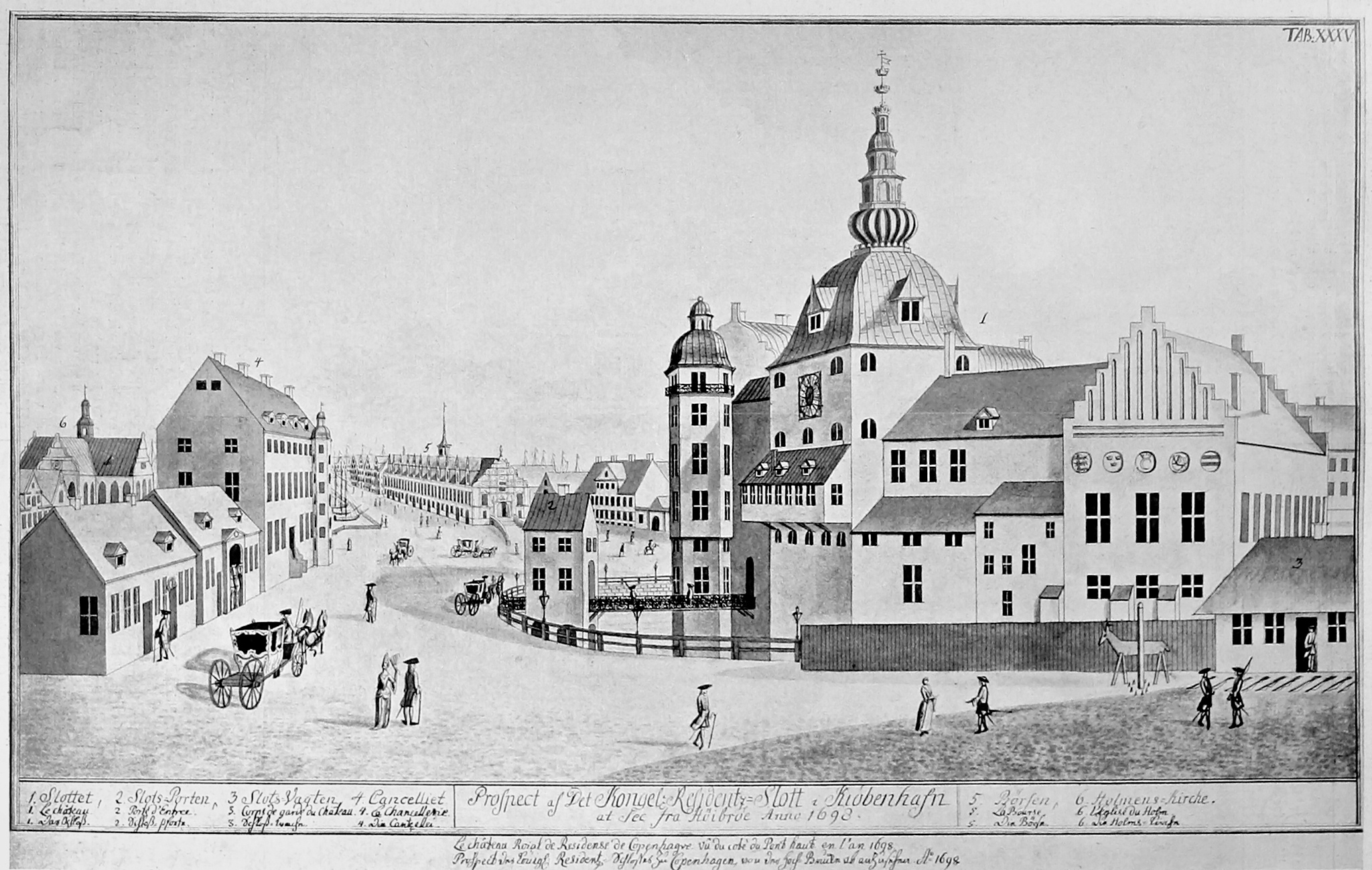
Grabado del castillo de Copenhague en 1698.

El castillo de Copenhague fue un castillo real en Dinamarca que existió entre ca. 1370 y 1731. Estaba situado en el islote Slotsholmen de Copenhague, donde actualmente se encuentra el palacio de Christiansborg. El castillo de Copenhague fue erigido en el mismo lugar del antiguo castillo de Absalón, que había sido destruido por la Liga Hanseática en 1369 como resultado de un acuerdo de paz.
El castillo fue propiedad de la monarquía danesa desde 1417, durante el reinado de Erico de Pomerania. Desde mediados del siglo XV el castillo funcionó como residencia principal de los reyes y como centro del gobierno. Se expandió y modificó en varias ocasiones. Se demolió en 1731 para ser sustituido por el palacio de Christiansborg.
Se localizaba en el sitio actual del cuerpo principal de Christiansborg y sus ruinas fueron descubiertas durante una remodelación de este último a principios del siglo XX. Hay acceso público a las ruinas.

## El castillo como fortaleza (1369-1536)

### Historia
En 1369 el castillo de Absalón fue derribado por la Liga Hanseática. Sobre los restos de ese castillo se levantó uno nuevo en los años siguientes, que con el tiempo fue llamado castillo de Copenhague. No se sabe la fecha exacta de la construcción del castillo, pero para 1387 se habla de que había un representante del rey en el lugar, por lo que es posible que para ese año ya estuviera terminado.

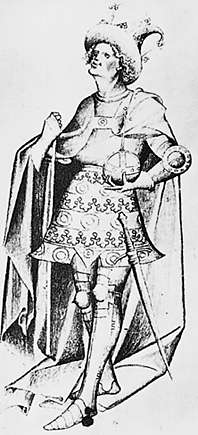
Retrato de Erik de Pomerania de 1424.

En 1343 el rey Valdemar IV había adquirido el castillo de Absalón, pero a su muerte en 1375 se regresaron los derechos sobre el sitio a la diócesis de Roskilde. Por lo tanto, el nuevo castillo puedo haber sido construido por orden de Valdemar IV o del obispo de Roskilde Niels Jacobsen Ulfeldt.
Los obispos de Roskilde mantuvieron la propiedad del castillo hasta que Erik de Pomerania en 1417 tomó posesión de él y con ello, después de más de 200 años de conflicto entre la Corona y la Iglesia, aseguró la propiedad definitiva de la monarquía sobre las fortificaciones de Slotsholmen. La adquisición del castillo era parte de la política de Erik de Pomerania para fortalecer el control sobre las rutas comerciales del Øresund, que también incluía la fortaleza Krogen, en Elsinor, la ciudad fortificada de Landskrone y el castillo de Malmøhus, en Malmø.
En respuesta a esta política, una poderosa flota hanseática atacó el castillo y la ciudad en 1428. El ataque fue repelido por Felipa de Inglaterra —esposa de Erik de Pomerania—, quien encabezó la defensa del castillo.
El castillo se convirtió en residencia real cuando Cristóbal de Baviera se estableció en Copenhague en 1443. Durante el reinado de Cristóbal y de sus sucesores, aumentó la importancia del castillo, que terminó por ser la residencia favorita de los reyes daneses.
Al mismo tiempo, el castillo se convirtió en el centro del gobierno del reino. En un principio, el rey se encontraba en continuos viajes por el reino y llevaba con él la cancillería, pero desde mediados del siglo XV el castillo de Copenhague empezó a ser visto como sede de la cancillería. La entidad financiera del gobierno también estuvo relacionada con el castillo, puesto que desde mediados del siglo XV los impuestos e ingresos de la monarquía en todo el país se llevaron a la torre del castillo. Durante el reinado de Cristóbal de Baviera se creó un archivo administrativo en el castillo y en 1582 todos los archivos del reino se reunieron en una bóveda del mismo.
La creciente importancia del castillo se reflejó también en el hecho de que fue elegido como escenario para la boda de Cristóbal de Baviera y Dorotea de Brandeburgo en 1445. Cuatro años después volvió a ser escenario de otra boda, esta ocasión entre Dorotea y el sucesor de Cristóbal, Cristián I. En 1515 se celebró la boda de Cristián II e Isabel de Austria.
Durante la rebelión contra Cristián II en 1523, Copenhague se situó del lado del rey. Cuando Cristián II viajó a los Países Bajos en busca de apoyo, dejó el castillo en manos de Henrik Gøye. Después de un asedio entre junio y diciembre de 1523, el duque Federico, tío y rival de Cristián II, pudo ocupar la ciudad y el castillo, con lo cual pudo asegurar su dominio sobre el reino.
Sin embargo, la lucha por Copenhague no había llegado a su fin. Durante la Guerra del Conde Copenhague abrió sus puertas a un aliado de Cristián II, el conde Cristóbal de Oldemburgo, quien fijó su residencia en el castillo. En 1535 su enemigo Cristián III comenzó el asedio de la ciudad y el castillo, que rendidos por hambre, capitularon en 1536.

### Historia del edificio
El castillo fue expandido desde la época de Erik de Pomerania, pero durante mucho tiempo se mantuvo dentro de los límites de la vieja muralla que había rodeado el castillo de Absalón. El castillo quedó rodeado dentro del antiguo foso circular, que tenía un diámetro interior de aproximadamente 50 m. En este lugar vivió el rey con su familia y corte. Había además algunos edificios auxiliares alrededor, como una aduana y un puesto de vigilancia.
Los diferentes reyes modificaron el castillo con ampliaciones, pasillos, torres de escalinatas, entre otras cosas. Cristián I empezó la construcción de un gran salón (llamado Dandsesalen, "la sala de baile"), que sería terminado por el rey Juan en 1503. También Cristián II hizo modificaciones, entre las cuales estuvo la construcción de una nueva capilla en el castillo. Con este motivo, el rey adquirió un magnífico retablo tardogótico —un políptico de 5 partes— construido en Amberes hacia 1520. Este retablo fue donado en 1728 a la iglesia dominica de Viborg, donde aún permanece.

## El castillo como residencia real (1536-1731)

### Expansión de Cristián III
La primera gran expansión del castillo de Copenhague la realizó Cristián III en la década de 1550. Después del asedio de 1535-1536, era evidente que el castillo era anticuado como fortificación. Por lo tanto, pasó de ser parte de las defensas de la ciudad a funcionar exclusivamente como residencia. Cristián III expandió el castillo construyendo en el antiguo foso. Al mismo tiempo se levantaron varios edificios fuera del castillo para albergar funciones que antes se realizaban en el castillo. Se construyeron edificios administrativos, un puente de acceso al castillo e instalaciones portuarias y de astilleros.

### Cristián IV

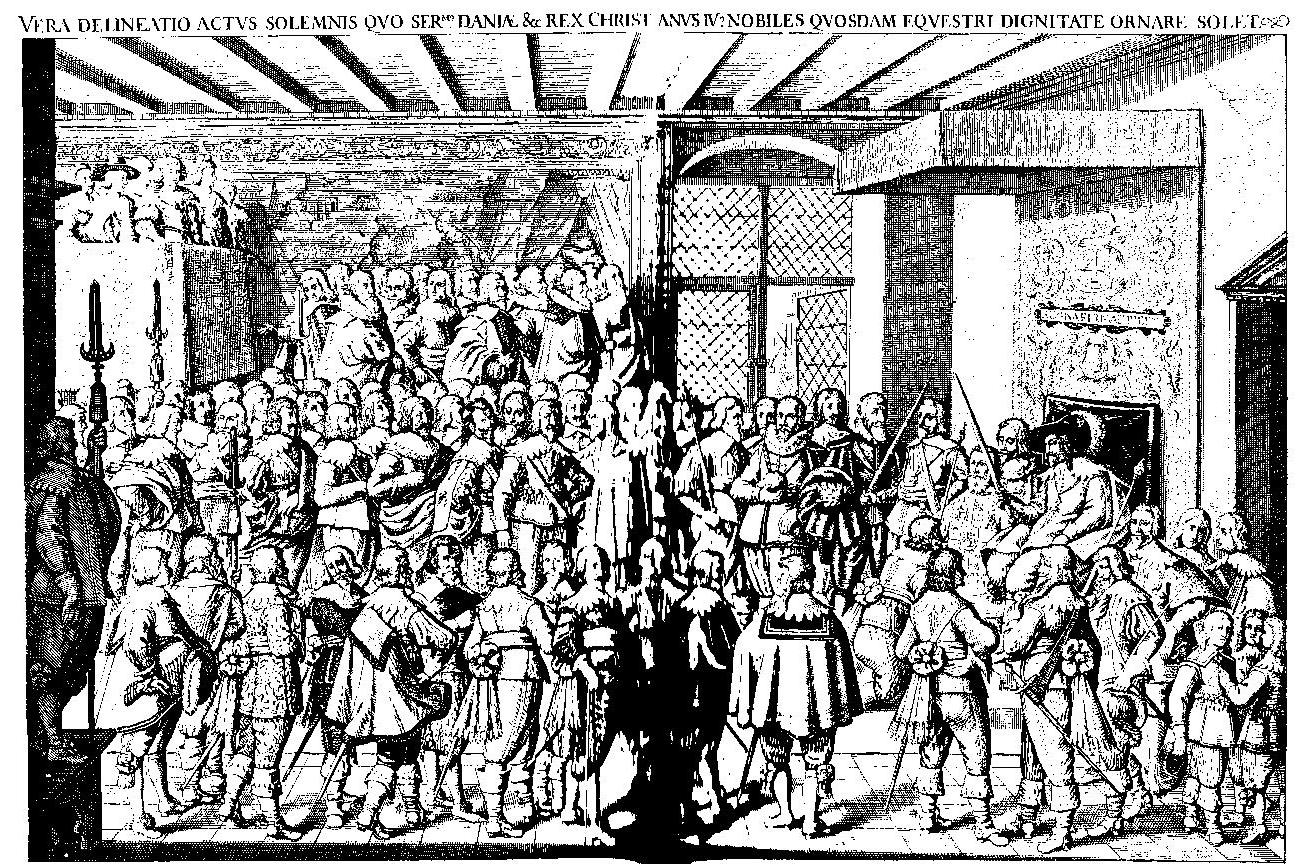
Cristián IV nombra caballeros en el salón verde del castillo de Copenhague en 1634.

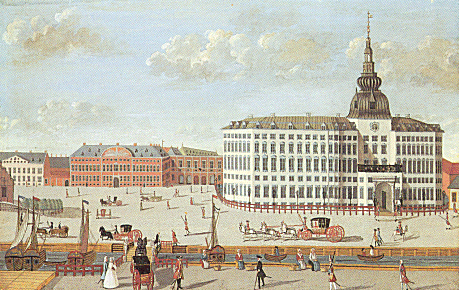
El castillo de Copenhague hacia 1730, después de la remodelación de Federico IV.

Cuando Cristián IV se coronó en 1596, celebró este acontecimiento aumentando la altura de la torre de entrada, la llamada "torre azul", y colocó una aguja en su cima. La torre azul fue conocida como prisión. Además de ese cambio, el castillo no cambió demasiado durante ese período, como sí lo hicieron sus alrededores, construyéndose las áreas entre los islotes. De esta época son Christianshavn, el antiguo edificio de la Bolsa y el Arsenal, entre otros. Esta expansión continuó con Federico III, quien construyó entre otras cosas establos y la Biblioteca Real.

### Modificación de Federico IV (1720-1729)
Durante mucho tiempo, el castillo de Copenhague era considerado como la residencia más pobre de una monarquía europea y era una espina no sólo para la familia real danesa y su reputación internacional, sino también para el pueblo.
A principios del siglo XVIII el castillo fue renovado por Federico IV. Se rellenó el foso y el plano del castillo, que hasta entonces era irregular y tenía varios edificios adyacentes, se modificó en una planta de cinco lados siguiendo las pautas barrocas. Las diferentes alas, que tenían alturas muy diferentes entre sí, se nivelaron uniformemente a una altura de cinco pisos. La torre azul permaneció en pie, pero se expandió desde la puerta principal hasta el patio del castillo.

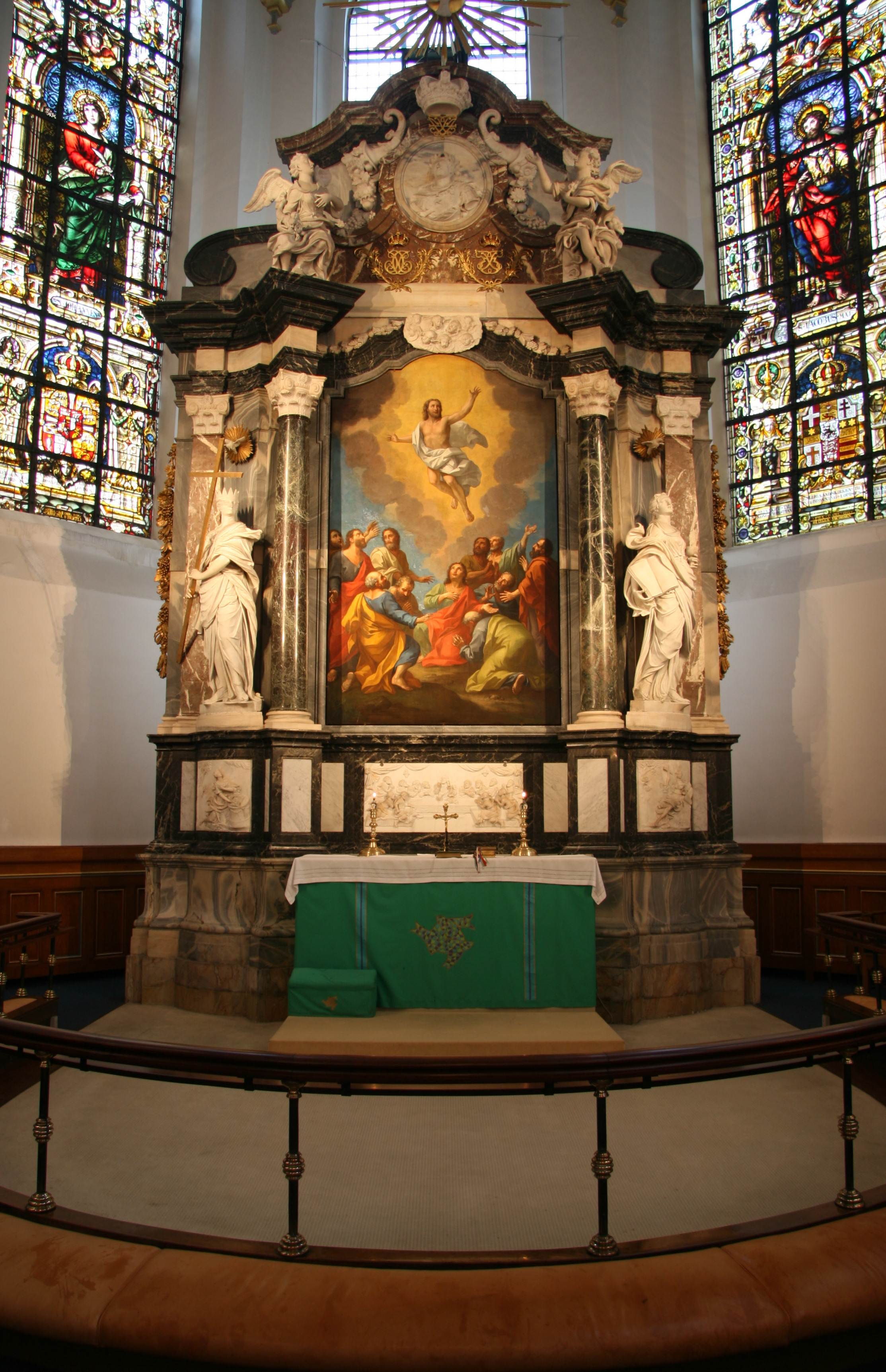
Altar de la iglesia del castillo de Federico IV en su ubicación actual, la iglesia del Espíritu Santo de Copenhague.

El castillo remodelado estuvo terminado en 1728. Sin embargo, tanto el interior como el patio eran ahora más oscuros y estrechos y al mismo tiempo, el castillo era tan pesado que sus muros comenzaron a resquebrajarse casi de inmediato. En 1730, Cristián VI, sucesor de Federico IV, decidió destruirlo para construir una nueva residencia, que sería el primer palacio de Christiansborg.
A principios del siglo XX, se descubrieron y excavaron las ruinas del castillo de Copenhague, con motivo de una reconstrucción del palacio de Christiansborg tras un incendio en 1884. Las ruinas pueden verse actualmente bajo el palacio.